# 路易斯·倫希佛
路易斯·荷西·倫希佛（英語：Luis Jose Rengifo，1997年2月26日—），為美國職棒大聯盟的內野手，目前效力於洛杉磯天使。

## 職業生涯

### 西雅圖水手
倫希佛在2014年7月與水手簽約，他在新人聯盟的打擊率為1成98。2015年，他在多明尼加夏季聯盟繳出3成36的打擊率。隔年他升上亞利桑那聯盟，並繳出2成39的打擊率。

### 坦帕灣光芒
2017年8月6日，水手將倫希佛、Anthony Misiewicz和一名日後指定球員交易到光芒，換來Mike Marjama和Ryan Garton。倫希佛該年在小聯盟繳出2成50的打擊率，並敲出12轟與52分打點。

### 洛杉磯天使
2018年3月20日，光芒將倫希佛當作日後指定球員交易到天使，換來C·J·克隆。他在季中升上3A，整年打擊率為2成99，並敲出7轟與64分打點，還跑出41次盜壘成功。
2018年球季末，球隊將他加進40人名單。2019年4月25日，倫希佛登上大聯盟。整季他的打擊率為2成38，並敲出7轟與33分打點。
2020年，天使差點用倫希佛跟道奇交易來賈克·彼得森和Ross Stripling。不過這年他的打擊率僅1成56，並在季中被下放3A。

## 個人生活
根據報導，倫希佛在2021年9月16日被委國當局指控偽造離婚文件，並未經前妻同意出售其財產。據稱該事件發生在2019年7月，他的父親、妹妹和律師後來都被逮捕拘留。委內瑞拉已對倫希佛發出逮捕令，但尚不清楚是否會被要求引渡回國。

## 外部連結
- 球員資訊和成績在MLB，ESPN，Baseball-Reference，Fangraphs（英文）
- 路易斯·倫希佛的Instagram帳戶